# Saison 1950-1951 du Stade rennais UC
Maillots
Chronologie
Saison précédente Saison suivante
La saison 1950-1951 du Stade rennais Université Club débute le 27 août 1950 avec la première journée du Championnat de France de Division 1, pour se terminer le 27 mai 1951 avec la dernière journée de cette compétition.
Le Stade rennais UC est également engagé en Coupe de France.

## Résumé de la saison
À l'été, le club, en proie à des difficultés financières, place l'intégralité de son effectif professionnel sur la liste des transferts. Finalement, les départs ne concernent que peu de titulaires de la saison précédente, Claude Battistella rejoignant Strasbourg et Oswaldo Minci partant pour le jeune FC Nantes, accompagné de Bouteiller et Mattioni. 
Dans le sens inverse, le Stade rennais parvient à faire revenir l'un de ses joueurs emblématiques, Jean Prouff, après deux ans d'exil. Pendant un temps, les dirigeants rennais auront également envisagé de recruter Antoine Cuissard, l'une des figures de proue du football breton, mais Saint-Étienne parvint à le conserver.
Les Rennais démarrent leur saison en trombe, passant successivement six buts à Saint-Étienne, Nice puis Toulouse lors des trois premières journées. Trois matchs où l'attaque rennaise, menée par l'éternel Jean Grumellon mais aussi l'étonnant Jean Combot (défenseur à l'origine, il fut replacé avant-centre avec bonheur), fait merveille. Installés dans le duo de tête au classement avec le RC Paris puis le RC Strasbourg, les joueurs de François Pleyer n'en sont délogés que début novembre, à la défaveur d'une première série de mauvais résultats. La fin novembre voit aussi le Stade rennais perdre sur blessure Combot (auteur jusque-là de 13 buts en 14 matchs) après un choc avec le rugueux nancéien René Pleimelding. Le genou droit totalement déboîté, Combot ne retrouvera plus jamais son niveau de début de saison.
Sans Combot, que le jeune Maiseau remplace en attaque, les Rennais s'accrochent pendant l'hiver à leur place dans la première partie du classement. Ils dévisseront totalement à l'arrivée du printemps, avec seulement deux victoires lors des douze dernières rencontres. Le 18 février, à l'issue d'une nouvelle - lourde - défaite contre Le Havre route de Lorient, le Stade rennais bascule dans la deuxième moitié de tableau. Le spectre des barrages (sort réservé aux 15e et 16e de Division 1, avec la perspective d'affronter les 3e et 4e de Division 2) se profile dès lors.
Il faudra finalement une victoire lors de l'ultime rencontre, disputée à domicile contre l'Olympique de Marseille, pour épargner cette perspective au Stade rennais. Ce 27 mai, les Rennais ouvrent la marque par Jean Grumellon, avant que Gunnar Andersson n'égalise peu après l'heure de jeu. C'est finalement un but providentiel marqué par ce même Grumellon à quatre minutes de la fin qui sauve les "Rouge et Noir". Quatorzième au classement, le Stade rennais sauve sa place en D1 à l'issue d'une saison brillante dans sa première partie, avant de devenir cauchemardesque.
Peu auparavant, le 1er mai, le Stade rennais avait célébré son cinquantenaire d'existence. Fondé le 10 mars 1901, le club sera fêté dans toute la ville à cette occasion. Dans le cadre de ces festivités, une sélection composée de joueurs du club et de quelques invités (dont Antoine Cuissard) jouera un match de prestige face aux Anglais de Charlton (vainqueur de la FA Cup quatre ans auparavant), perdu 2 buts à 4.
Quant à la Coupe de France, le parcours rennais s'arrête une nouvelle fois de façon prématurée. Cette fois, c'est le futur champion de France niçois qui sort les "Rouge et Noir" dès les seizièmes de finale.

## Transferts en 1950-1951
| Nom                | Nationalité | Provenance/Destination    |
| Arrivées           |             |                           |
| Esteban Gomez      | Espagne     | Toulouse FC               |
| Joseph Le Page     | France      | Stade lamballais          |
| Hervé Ledan        | France      | Drapeau de Fougères       |
| Bernard Maiseau    | France      | GSI Pontivy               |
| Frédéric Nikitis   | Grèce       | RC Paris                  |
| Robert Ponceau     | France      | Stade rennais UC amateurs |
| Jean Prouff        | France      | FC Rouen                  |
| Départs            |             |                           |
| Claude Battistella | France      | RC Strasbourg             |
| Georges Bourdin    | France      | SCO Angers                |
| René Bouteiller    | France      | FC Nantes                 |
| Jacques Cousin     | France      | FC Sète                   |
| Robert Hauvespre   | France      | CA Port-de-Boulogne       |
| Jean Mankowski     | France      | US Valenciennes-Anzin     |
| Joseph Mattioni    | France      | FC Nantes                 |
| Oswaldo Minci      | France      | FC Nantes                 |

## L'effectif de la saison
| Poste¹ | Nat.² | Nom              | Naissance        | Sélection³ | Championnat | Championnat | Coupe France | Coupe France | Total Saison | Total Saison |
| Poste¹ | Nat.² | Nom              | Naissance        | Sélection³ | M           | But inscrit | M            | But inscrit  | M            | But inscrit  |
| ------ | ----- | ---------------- | ---------------- | ---------- | ----------- | ----------- | ------------ | ------------ | ------------ | ------------ |
| A      | FRA   | Jean Combot      | 19 novembre 1928 | B          | 14          | 13          | 0            | 0            | 14           | 13           |
| M      | ESP   | Esteban Gomez    | 24 juillet 1923  | -          | 25          | 0           | 2            | 0            | 27           | 0            |
| A      | FRA   | Jean Grumellon   | 1er juin 1923    | A          | 32          | 21          | 2            | 1            | 34           | 22           |
| D      | FRA   | Henri Guérin     | 27 août 1921     | A          | 29          | 0           | 2            | 0            | 31           | 0            |
| D      | FRA   | Robert Hennequin | 21 mars 1920     | -          | 28          | 0           | 2            | 0            | 30           | 0            |
| A      | FRA   | Alain Lachèze    | 10 mars 1925     | -          | 11          | 1           | 0            | 0            | 11           | 1            |
| A      | FRA   | Paul Le Dren     | 25 janvier 1929  | -          | 32          | 0           | 2            | 0            | 34           | 0            |
| A      | FRA   | Joseph Le Page   | 1er mars 1927    | -          | 10          | 3           | 2            | 0            | 12           | 3            |
| M      | FRA   | Hervé Ledan      | 29 novembre 1924 | -          | 10          | 0           | 2            | 0            | 12           | 0            |
| A      | FRA   | Bernard Maiseau  | 10 août 1928     | -          | 15          | 7           | 2            | 1            | 17           | 8            |
| A      | FRA   | Marcel Mansat    | 7 décembre 1924  | B          | 29          | 0           | 1            | 0            | 30           | 0            |
| M      | GRE   | Frédéric Nikitis | 6 juin 1922      | -          | 14          | 1           | 0            | 0            | 14           | 1            |
| G      | FRA   | Louis Pinat      | 12 août 1929     | B          | 7           | 0           | 0            | 0            | 7            | 0            |
| D      | FRA   | François Pleyer  | 23 février 1911  | -          | 1           | 0           | 0            | 0            | 1            | 0            |
| G      | FRA   | Robert Ponceau   | 2 décembre 1926  | -          | 2           | 0           | 0            | 0            | 2            | 0            |
| M      | FRA   | Jean Prouff      | 12 décembre 1919 | A          | 23          | 6           | 2            | 0            | 25           | 6            |
| A      | FRA   | Guy Rabstejnek   | 7 août 1924      | -          | 30          | 3           | 1            | 0            | 31           | 3            |
| G      | FRA   | Guy Rouxel       | 24 janvier 1926  | B          | 25          | 0           | 2            | 0            | 27           | 0            |
| D      | FRA   | Maurice Sellin   | 21 février 1920  | -          | 7           | 0           | 0            | 0            | 7            | 0            |
| D      | FRA   | André Sorel      | 19 avril 1924    | -          | 18          | 1           | 0            | 0            | 18           | 1            |
| A      | ENG   | Geoffrey Taylor  | 22 janvier 1923  | -          | 12          | 3           | 0            | 0            | 12           | 3            |

- 1 : G, Gardien de but ; D, Défenseur ; M, Milieu de terrain ; A, Attaquant
- 2 : Nationalité sportive, certains joueurs possédant une double-nationalité
- 3 : sélection la plus élevée obtenue

## Équipe-type
Il s'agit de la formation la plus courante rencontrée en championnat.

## Les rencontres de la saison

### Liste
| Match | Date         | Compétition     | Tour        | Adversaire     | Lieu ¹ | Score | Class. | Buteurs pour le Stade rennais       |
| ----- | ------------ | --------------- | ----------- | -------------- | ------ | ----- | ------ | ----------------------------------- |
| 1     | 27 août      | Division 1      | 1           | Saint-Étienne  | D      | 6–0   | 1      | Rabstejnek Combot Grumellon Le Dren |
| 2     | 3 septembre  | Division 1      | 2           | Nice           | E      | 6–3   | 2      | Taylor Combot Le Dren               |
| 3     | 10 septembre | Division 1      | 3           | Toulouse       | D      | 6-0   | 1      | Nikitis Combot Grumellon Le Dren    |
| 4     | 17 septembre | Division 1      | 4           | RC Paris       | E      | 2–4   | 2      | Combot Grumellon                    |
| 5     | 21 septembre | Division 1      | 5           | Sète           | D      | 2–0   | 2      | Combot Grumellon                    |
| 6     | 24 septembre | Division 1      | 6           | Lens           | E      | 2-1   | 1      | Grumellon                           |
| 7     | 1er octobre  | Division 1      | 7           | Le Havre       | E      | 1-3   | 2      | Combot                              |
| 8     | 8 octobre    | Division 1      | 8           | Sochaux        | D      | 2–1   | 2      | Prouff Grumellon                    |
| 9     | 15 octobre   | Division 1      | 9           | Bordeaux       | D      | 4–2   | 2      | Combot Grumellon                    |
| 10    | 22 octobre   | Division 1      | 10          | Strasbourg     | E      | 0–1   | 2      |                                     |
| 11    | 29 octobre   | Division 1      | 11          | Nîmes          | D      | 1–2   | 2      | Prouff                              |
| 12    | 5 novembre   | Division 1      | 12          | Stade français | E      | 0-6   | 4      |                                     |
| 13    | 12 novembre  | Division 1      | 13          | Lille          | D      | 0-0   | 4      |                                     |
| 14    | 19 novembre  | Division 1      | 14          | Reims          | D      | 2–2   | 6      | Combot Grumellon                    |
| 15    | 26 novembre  | Division 1      | 15          | Nancy          | E      | 2–3   | 8      | Sorel Combot                        |
| 16    | 3 décembre   | Division 1      | 16          | Roubaix        | D      | 4-1   | 5      | Le Page Maiseau Grumellon           |
| 17    | 17 décembre  | Division 1      | 17          | Marseille      | E      | 1-1   | 4      | Grumellon                           |
| 18    | 24 décembre  | Division 1      | 18          | Saint-Étienne  | E      | 0–3   | 9      |                                     |
| 19    | 31 décembre  | Division 1      | 19          | Nice           | D      | 3–1   | 6      | Le Page Maiseau                     |
| 20    | 7 janvier    | Division 1      | 20          | Toulouse       | E      | 1–0   | 5      | Maiseau                             |
| 21    | 14 janvier   | Coupe de France | 1/32 finale | Montreuil      | N      | 1-0   | 1-0    | Grumellon                           |
| 22    | 21 janvier   | Division 1      | 21          | RC Paris       | D      | 3-4   | 8      | Prouff Le Page Maiseau              |
| 23    | 28 janvier   | Division 1      | 22          | Sète           | E      | 2–1   | 5      | Prouff Rabstejnek                   |
| 24    | 4 février    | Coupe de France | 1/16 finale | Nice           | N      | 1-6   | 1-6    | Maiseau                             |
| 25    | 11 février   | Division 1      | 23          | Lens           | D      | 1–2   | 7      | Grumellon                           |
| 26    | 18 février   | Division 1      | 24          | Le Havre       | D      | 0-4   | 11     |                                     |
| 27    | 4 mars       | Division 1      | 25          | Sochaux        | E      | 2-2   | 10     | Maiseau Grumellon                   |
| 28    | 11 mars      | Division 1      | 26          | Bordeaux       | E      | 1–1   | 10     | Maiseau                             |
| 29    | 25 mars      | Division 1      | 27          | Strasbourg     | D      | 2-4   | 11     | Prouff Lachèze                      |
| 30    | 1er avril    | Division 1      | 28          | Nîmes          | E      | 0–3   | 11     |                                     |
| 31    | 8 avril      | Division 1      | 29          | Stade français | D      | 1-3   | 11     | Grumellon                           |
| 32    | 22 avril     | Division 1      | 30          | Lille          | E      | 0–2   | 11     |                                     |
| 33    | 29 avril     | Division 1      | 31          | Reims          | E      | 1-0   | 12     | Le Dren                             |
| 34    | 5 mai        | Division 1      | 32          | Nancy          | D      | 3–5   | 13     | Prouff Rabstejnek Grumellon         |
| 35    | 20 mai       | Division 1      | 33          | Roubaix        | E      | 0–3   | 14     |                                     |
| 36    | 27 mai       | Division 1      | 34          | Marseille      | D      | 2–1   | 14     | Grumellon                           |

- 1 N : terrain neutre ; D : à domicile ; E : à l'extérieur ; drapeau : pays du lieu du match international

## Bilan des compétitions
| Compétition     | Vainqueur final | Débute au tour | Place ou tour final | Première rencontre | Dernière rencontre | Nombre |
| --------------- | --------------- | -------------- | ------------------- | ------------------ | ------------------ | ------ |
| Division 1      | OGC Nice        | 1re journée    | 14e                 | 27 août 1950       | 27 mai 1951        | 34     |
| Coupe de France | RC Strasbourg   | 1/32 de finale | 1/16 de finale      | 14 janvier 1951    | 4 février 1951     | 2      |

### Division 1

#### Classement
| Rang | Équipe   | Pts | J  | G  | N | P  | Bp | Bc | Diff |
| ---- | -------- | --- | -- | -- | - | -- | -- | -- | ---- |
| 11   | Nancy    | 32  | 34 | 13 | 6 | 15 | 66 | 66 | 0    |
| 12   | Sochaux  | 32  | 34 | 13 | 6 | 15 | 52 | 56 | -4   |
| 13   | RC Paris | 32  | 34 | 12 | 8 | 14 | 53 | 59 | -6   |
| 14   | Rennes   | 31  | 34 | 13 | 5 | 16 | 63 | 69 | -6   |
| 15   | Sète     | 30  | 34 | 12 | 6 | 16 | 47 | 53 | -6   |
| 16   | Lens     | 29  | 34 | 10 | 9 | 15 | 59 | 77 | -18  |
| 17   | Toulouse | 27  | 34 | 10 | 7 | 17 | 39 | 64 | -25  |

- 15 et 16 : Barragistes avec les 3e et 4e de Division 2
- 17 : Relégation en Division 2

#### Résultats
| Total  | Total  | Total | Total | Total | Total | Total | Total | Domicile | Domicile | Domicile | Domicile | Domicile | Domicile | Extérieur | Extérieur | Extérieur | Extérieur | Extérieur | Extérieur |
| Matchs | Points | V     | N     | D     | BP    | BC    | Diff. | V        | N        | D        | BP       | BC       | Diff.    | V         | N         | D         | BP        | BC        | Diff.     |
| ------ | ------ | ----- | ----- | ----- | ----- | ----- | ----- | -------- | -------- | -------- | -------- | -------- | -------- | --------- | --------- | --------- | --------- | --------- | --------- |
| 34     | 31     | 13    | 5     | 16    | 63    | 69    | -6    | 8        | 2        | 7        | 42       | 32       | +10      | 5         | 3         | 9         | 21        | 37        | -16       |

#### Résultats par journée
| Journée   | 01 | 02 | 03 | 04 | 05 | 06 | 07 | 08 | 09 | 10 | 11 | 12 | 13 | 14 | 15 | 16 | 17 | 18 | 19 | 20 | 21 | 22 | 23 | 24 | 25 | 26 | 27 | 28 | 29 | 30 | 31 | 32 | 33 | 34 |
| --------- | -- | -- | -- | -- | -- | -- | -- | -- | -- | -- | -- | -- | -- | -- | -- | -- | -- | -- | -- | -- | -- | -- | -- | -- | -- | -- | -- | -- | -- | -- | -- | -- | -- | -- |
| Terrain   | D  | E  | D  | E  | D  | E  | E  | D  | D  | E  | D  | E  | D  | D  | E  | D  | E  | E  | D  | E  | D  | E  | D  | D  | E  | E  | D  | E  | D  | E  | E  | D  | E  | D  |
| Résultats | V  | V  | V  | D  | V  | V  | D  | V  | V  | D  | D  | D  | N  | N  | D  | V  | N  | D  | V  | V  | D  | V  | D  | D  | N  | N  | D  | D  | D  | D  | V  | D  | D  | V  |
| Points    | 2  | 4  | 6  | 6  | 8  | 10 | 10 | 12 | 14 | 14 | 14 | 14 | 15 | 16 | 16 | 18 | 19 | 19 | 21 | 23 | 23 | 25 | 25 | 25 | 26 | 27 | 27 | 27 | 27 | 27 | 29 | 29 | 29 | 31 |
| Place     | 1  | 2  | 1  | 2  | 2  | 1  | 2  | 2  | 2  | 2  | 2  | 4  | 4  | 6  | 8  | 5  | 4  | 9  | 6  | 5  | 8  | 5  | 7  | 11 | 10 | 10 | 11 | 11 | 11 | 11 | 12 | 13 | 14 | 14 |

Source : Liste des rencontres

Terrain : D = Domicile ; E = Extérieur. Résultat: D = Défaite ; N = Nul ; V = Victoire.